# 라리사 (위성)

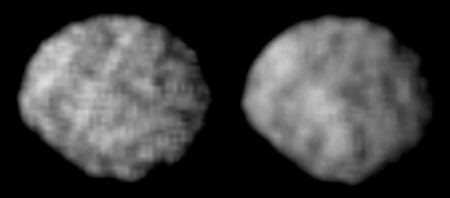
보이저 2호가 촬영한 라리사.

라리사(/ləˈrɪsə/, Larissa)는 해왕성의 위성으로 해왕성 VII라고도 불린다. 해왕성에서 5번째로 가까운 안쪽 위성이다. 이 위성의 이름은 그리스 신화에서 나오는 포세이돈이 사랑했고 그리스 테살리아의 라리사에 살았던 요정인 라리사의 이름을 따서 지어졌다.

## 탐사
라리사는 보이저 2호만 탐사하였다. 우주선이 해왕성을 지나치면서 라리사를 촬영했다.